# Gōshi Hosono

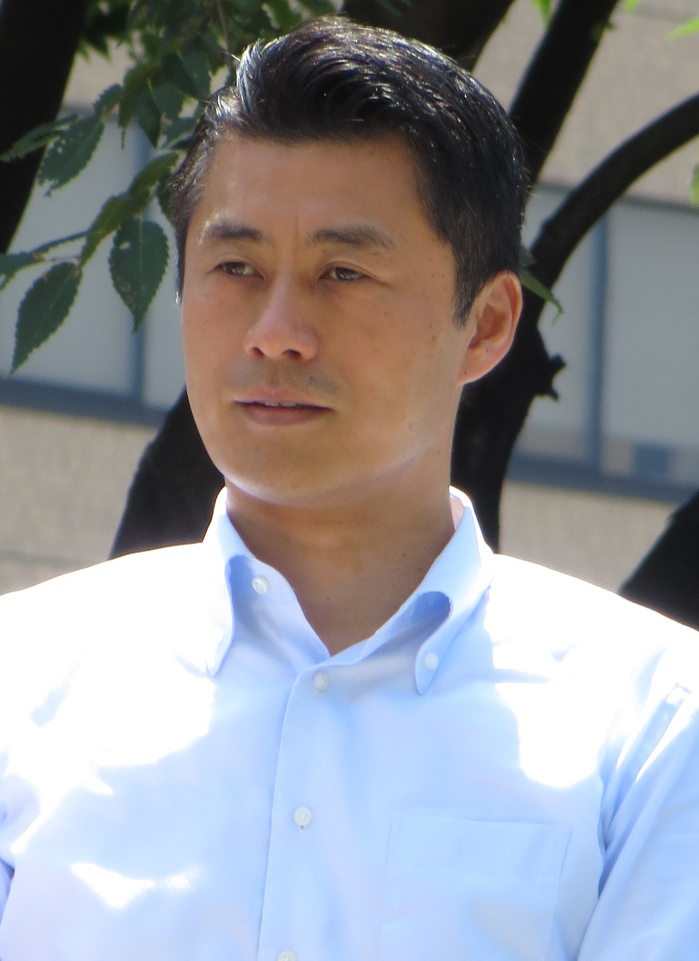
Gōshi Hosono (2013)

Gōshi Hosono (jap. 細野 豪志 Hosono Gōshi; * 21. August 1971 in Ōmihachiman, Präfektur Shiga) ist ein japanischer Politiker (DPJ→DFP→parteilos→Partei der Hoffnung→parteilos→parteiloses Mitglied der Nikai-Faktion der LDP→LDP) und Abgeordneter im Shūgiin, dem Unterhaus des nationalen Parlaments, für den 5. Wahlkreis von Shizuoka.

## Leben

### Werdegang
Hosono studierte an der rechtswissenschaftlichen Fakultät der Universität Kyōto und arbeitete anschließend für das Sanwa sōgō kenkyūjo (三和総合研究所, das „allgemeine Sanwa-Forschungsinstitut“, engl. Sanwa Research Institute, den Think Tank der Sanwa-Bank, heute Teil der Mitsubishi UFJ Financial Group).
Bei der Shūgiin-Wahl 2000 kandidierte Hosono für die Demokratische Partei im 7. Wahlkreis Shizuoka (nach Neuordnung der Wahlkreise seit 2002: 5. Wahlkreis), konnte den Amtsinhaber, den ehemaligen Bauminister Yoshiaki Kibe (LDP), um rund 16.000 Stimmen besiegen. Den neuen Wahlkreis 5 gewann er danach dreimal gegen Ex-Verteidigungsminister Toshitsugu Saitō (LDP). In der Demokratischen Partei war er von 2003 bis 2005 Vorsitzender des Präfekturverbandes Shizuoka, in der Nationalpartei unter anderem ab 2009 stellvertretender Generalsekretär.

### Minister

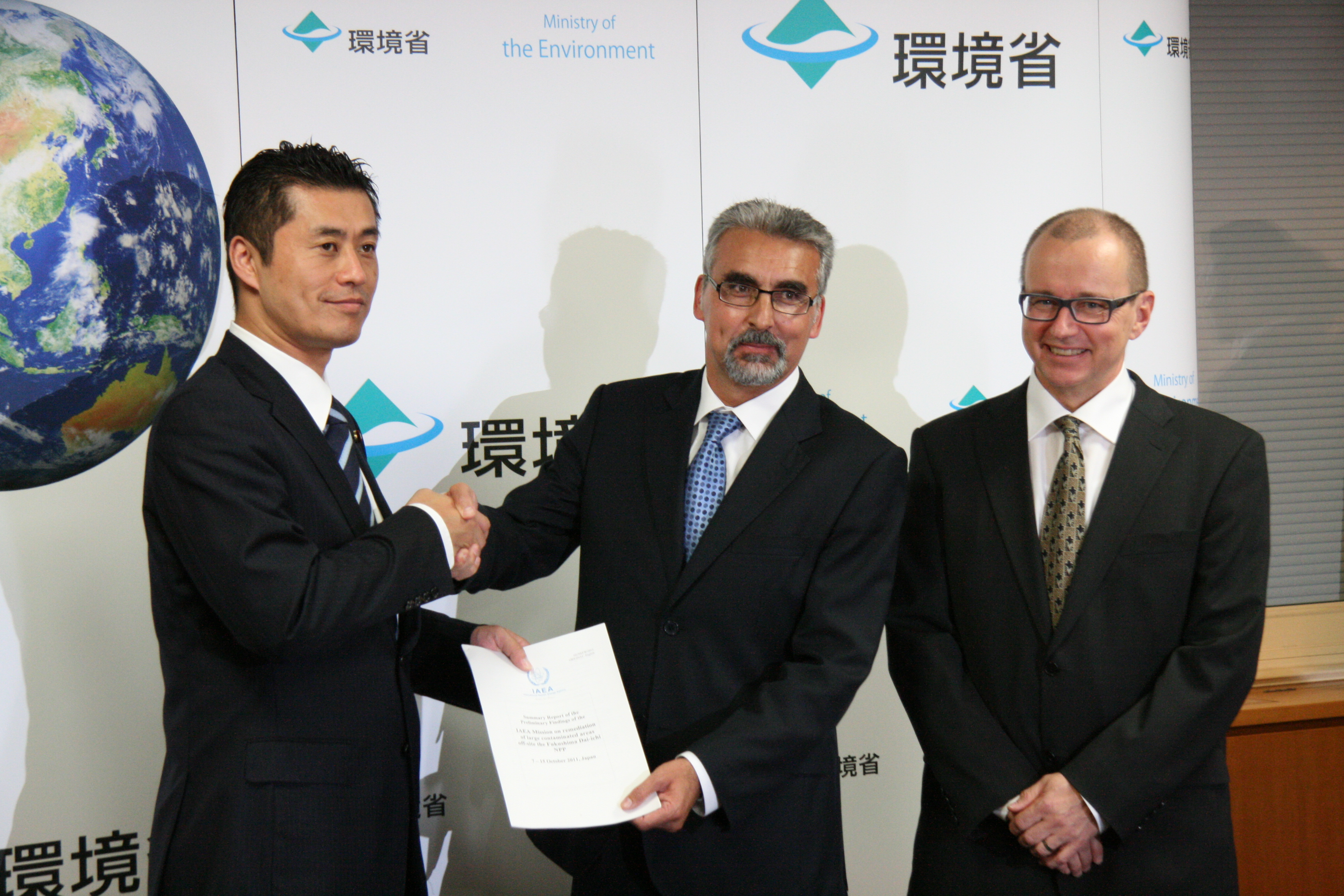
Hosono als Umweltminister (2011)

2011 wurde er unter Premierminister Naoto Kan nach einer Kabinettsumbildung im Januar zunächst Sonderberater des Premierministers, im Juni dann Staatsminister für Verbraucher und Lebensmittelsicherheit (Kabinett Kan (2. Umbildung)). Während der Nuklearkatastrophe von Fukushima setzte Kan ihn als Leiter des gemeinsamen Krisenstabes von Regierung und Kernkraftwerksbetreiber Tepco ein, so dass sein Aufgabenbereich um die Zuständigkeiten für „Aufklärung über das Stromsparen“ (setsuden keihatsu) und „Normalisierung und Rückfallprävention der Atomkraftunfälle“ (gempatsu jiko no shūsoku oyobi saihatsu bōshi) erweitert wurde. Nach der Ablösung Kans durch Yoshihiko Noda wurde er in dessen Kabinett vom 2. September 2011 zum Umweltminister sowie zum neu eingerichteten Posten des Staatsministers für die Organisation zur Unterstützung von Entschädigungen für Atomkraftschäden (genshiryoku songai baishō shien kikō) berufen. Bei der dritten Kabinettsumbildung am 1. Oktober 2012 verlor er diesen Posten. Danach führte er den politischen Ausschuss der Partei.
Bei der landesweiten demokratischen Wahlniederlage 2012 konnte Hosono den Wahlkreis Shizuoka 5 mit rund 59 % der Stimmen gegen Takeru Yoshikawa (LDP, 32 %) souverän verteidigen.

### Erneut in der Opposition
Nach dem Regierungsverlust 2012 war Hosono unter Nodas Nachfolger Banri Kaieda bis 2013 Generalsekretär der Demokratischen Partei. Seit 2014 führte er mit der Jiseikai (自誓会) eine eigene Faktion. Bei der Shūgiin-Wahl 2014 wurde er mit über 10.000 Stimmen weniger, aber bei gesunkener Wahlbeteiligung erneut mit rund 59 % sicher wiedergewählt. Bei der Wahl des Parteivorsitzenden 2015 kandidierte er für Kaiedas Nachfolge und führte im ersten Wahlgang, in den die Vorwahlergebnisse aus den Präfekturen und die Stimmen von Präfektur- und Kommunalabgeordneten einfließen, verpasste aber eine absolute Mehrheit und unterlag in der Stichwahl, in der nur die nationalen Abgeordneten stimmberechtigt sind, Katsuya Okada. Unter Okada war er von 2015 bis 2016 erneut Vorsitzender des politischen Ausschusses.
2016 ging die Demokratische Partei in der Demokratischen Fortschrittspartei (DFP) auf. Von 2016 bis 2017 war Hosono dort einer der drei stellvertretenden Parteivorsitzenden. Im August 2017, als sich andeutete, dass sich um Tokios Gouverneurin Yuriko Koike ein neues politische Bündnis auf nationaler Ebene formieren könnte, kündigte er seinen Parteiaustritt an. Für die bevorstehenden Wahlen wurde er im September 2017 Gründungsmitglied der Kibō no Tō, in der bald darauf nach ursprünglichen Plänen der Parteiführung die ganze DFP aufgehen sollte, die aber im Ergebnis nur einen Teil der Mitglieder aufnahm. Bei der Wahl 2017 erhielt er 54,8 % der Stimmen. Vor dem Zusammenschluss von Kibō no Tō und DFP zur Demokratischen Volkspartei verließ Hosono die Partei im April 2018.

### Eintritt in die LDP
Im Januar 2019 gab Hosono bekannt, als parteiloses „Sondermitglied“ der Nikai-Faktion von Toshihiro Nikai beitreten zu wollen; die Faktion nahm das Eintrittsgesuch am 31. Januar an. Hosono plant langfristig, der LDP vollständig beizutreten. Der PARC-Vorsitzende der LDP Fumio Kishida kritisierte Nikais Vorgehen, da die LDP in Hosonos Wahlkreis bisher das Kishida-Faktionsmitglied Takeru Yoshikawa als LDP-Kandidaten aufgestellt hatte und Hosono einen Wechsel seines Wahlkreises ausschloss. Er schloss sich auch der LDP-Shūgiin-Fraktion an, ein Parteibeitritt blieb ihm aber verwehrt, solange die LDP Shizuoka an Takeru Yoshikawa als LDP-Kandidat für Shizuoka 5 festhielt. Bei der Shūgiin-Wahl 2021 kandidierte Hosono somit unabhängig und setzte sich mit 51,8 % der Stimmen wieder souverän gegen Yoshikawa (LDP, 24,9 %) und Norikazu Ono (KDP, 21,1 %) durch. Kurz nach der Wahl trat er schließlich der LDP bei. 2022 trat Yoshikawa aus der LDP aus, nachdem er gemeinsam mit einer 18-jährigen Schülerin ausgegangen war und mit ihr Alkohol getrunken hatte. (Die Volljährigkeit ist erst seit kurzem auf 18 abgesenkt; das Mindestalter für Erwerb und Konsum von Alkoholika ist immer noch 20.) 2023 übernahm Hosono schließlich den Vorsitz des LDP-Wahlkreisverbandes (=Shūgiin-Kandidatur) Shizuoka 5.
Bei der Wahl 2024 wurde er nun als LDP-Kandidat souverän wiedergewählt.